# زکیه حقی
زکیه اسماعیل حقی (عربی: زکیة إسماعیل حقی؛ ۱۸ نوامبر ۱۹۳۹ – ۲۲ اوت ۲۰۲۱)(۱۳۱۸ تا ۱۴۰۰) وکیل عراقی (کرد فیلی) و فعال حقوق زنان بود. او و صبیحه الشیخ داوود، به ترتیب در سال‌های ۱۹۵۶ تا ۱۹۵۹ (۱۳۳۵ تا ۱۳۳۸)، نخستین زنان قاضی در عراق شدند. حقی در سال ۱۹۹۶، پس از کشته شدن همسرش، از عراق گریخت و در ایالات متحده پناهندگی گرفت. او در سال ۲۰۰۳ به عراق بازگشت، به عضویت مجمع ملی عراق انتخاب شد و به عنوان مشاور در تدوین قانون اساسی فعالیت کرد.

## دوران اولیه زندگی و تحصیل
زکیه حقی در ۱۸ نوامبر ۱۹۳۹ در بغداد در یک خانواده کرد فیلی شیعه به دنیا آمد. او در سال ۱۹۵۷ از دانشکده حقوق فارغ‌التحصیل شد و یکی از پنج زنی بود که در میان ۳۵۰ دانشجو در کلاس حضور داشت. او دارای مدرک کارشناسی علوم در مدیریت بازرگانی از اتحادیه بین‌المللی کار در سوییس و دکترای حقوق از دانشگاه بغداد بود.

## فعالیت
حقی در بغداد به‌عنوان وکیل و قاضی فعالیت می‌کرد. او در دهه ۱۹۵۰ اسنادی را دربارهٔ وضعیت کردها در عراق به‌صورت مخفیانه به سفارت ایالات متحده منتقل کرد. زکیه همچنین فدراسیون زنان کرد را بنیان نهاد و از سال ۱۹۵۸ تا ۱۹۷۵ ریاست آن را بر عهده داشت.
در سال ۱۹۵۹ (۱۳۳۸)، عبدالکریم قاسم، رئیس دولت عراق او را به‌عنوان قاضی منصوب کرد که این انتصاب، حقی را به نخستین زن قاضی در عراق و نخستین قاضی زن در جهان عرب و خاورمیانه تبدیل کرد. به دنبال این تحول، موجی از گنجاندن زنان در قوه قضاییه به وجود آمد و دولت‌های مراکش و تونس در دهه ۱۹۶۰ قضات زن را پذیرفتند.
در سال ۱۹۷۰، زکیه تنها زن حاضر در گروه رهبری حزب دموکرات کردستان (مصطفی بارزانی) بود. از سال ۱۹۷۰ تا ۱۹۷۵، ریاست این حزب را برعهده داشت. پس از افزایش فشار و تعقیب رژیم صدام حسین، حقی در سال ۱۹۹۶ مجبور به ترک عراق شد و به ایالات متحده گریخت. او در آنجا به‌عنوان وکیل فعالیت کرد.
در سال ۱۹۷۵، دکترای حقوق خود را از دانشکده حقوق دانشگاه بغداد دریافت کرد.
در دوره پیش از حکومت صدام، او از مقامات ارشد در وزارت‌خانه‌های صنعت و کشاورزی بود. با روی کار آمدن صدام، به صف مبارزان کرد پیوست و مدتی به‌عنوان چریک جنگید تا اینکه در سال ۱۹۷۵ دستگیر و شکنجه شد. رژیم او را در حصر خانگی قرار داد و پس از فرار به همراه دیگر رهبران حزب دموکرات کردستان به ایران، تحت حمایت شاه، پناهنده شد. زکیه پس از مدتی به بغداد بازگشت، اما فعالیت سیاسی خود را کاهش داد و در حوزه حقوق خانواده و مدنی مشغول شد.
او چندین بار از سوءقصد جان سالم به‌در برد، اما همسر و برادرش به‌دلیل مخالفت با رژیم کشته شدند.
زکیه حقی در ۱۹۹۶ (۱۳۷۵)، با پرداخت رشوه به‌شکل یک قالیچه گران‌قیمت، موفق شد از عراق بگریزد. او سپس به آمریکا رفت و آنجا پناهندگی سیاسی بگیرد. وی از اعضای گروه زنان سیاست‌مدار مستقل و لیبرال عراق بود و دربارهٔ وضعیت زنان در رژیم صدام سخنرانی می‌کرد.
حقی در آمریکا، در ویرجینیای شمالی به‌عنوان وکیل کار کرد و نایب‌رئیس شورای عراقی-آمریکایی بود. زکیه همچنین از پسرش در روند گرفتن پناهندگی حمایت کرد، پس از آنکه او متهم به جاسوسی دوجانبه شد.
زکیه حقی در سال ۲۰۰۳ (۱۳۸۲ پس از سقوط صدام) به عراق بازگشت تا از تخصص حقوقی خود در بازسازی کشور استفاده کند. او به عضویت پارلمان موقت انتخاب شد و در وزارت دادگستری دولت موقت تحت نظارت ائتلاف (CPA) برای ارائه مشاوره‌های حقوقی در بازنگری قانون اساسی فعالیت کرد. با این حال، نه او و نه هیچ زن دیگری اجازه نیافتند در روند تدوین قانون اساسی جدید شرکت کرده، آن را پیش از انتشار بررسی یا در مورد آن بحث عمومی کنند.
در سال ۲۰۰۴، او با تصمیم شورای حکومتی عراق برای لغو قوانین خانواده و سپردن آن به شریعت اسلامی به‌شدت مخالفت کرد و گفت: «این قانون جدید خانواده‌های عراقی را به قرون وسطی بازمی‌گرداند.» هنگامی‌که احزاب شیعه تلاش کردند شریعت را وارد قانون اساسی موقت کنند، حقی با استفاده از مجوز امنیتی وزارت دفاع آمریکا، فعالان حقوق زنان را به منطقه سبز برد و در دفتر پل برمر، نماینده آمریکا، تحصن کرد تا او را مجبور به وتوی قانون کند.
زکیه در سال‌های ۲۰۰۴ و ۲۰۰۵ مشاور وزارت دادگستری عراق بود و در سال ۲۰۰۵ اظهار داشت: «من از اینکه آمریکا ما را از صدام حسین رهایی داد، سپاسگزارم، اما از نحوه برخورد آن با مردم عراق پس از آن خشمگینم.»
زکیه حقی در انتخابات جنوری ۲۰۰۵ پارلمان عراق پیروز شد و عضو کمیته تدوین قانون اساسی بود.

### سخنرانی در کنفرانس تضمین حقوق زنان عراقی در قانون اساسی
کنفرانس سه‌روزه (۲۸ تا ۳۰ جون ۲۰۰۵)(۷تا ۹ تیر/سرطان ۱۳۸۴) در اردن با حضور اعضای کمیته تدوین قانون اساسی عراق، نمایندگان مجلس و فعالان مدنی برگزار شد که بر ضرورت گنجاندن حقوق زنان در قانون اساسی جدید عراق تأکید شد. شرکت‌کنندگان خواستار جرم‌انگاری خشونت‌های علیه زنان، از جمله قتل‌های ناموسی، و اعطای نقش‌های سیاسی مؤثر به زنان شدند. با وجود سهمیه ۲۵ درصدی زنان در مجلس عراق، آنان نقشی در فرایند تصمیم‌گیری ندارند. کارشناسانی از افغانستان، مراکش و آفریقای جنوبی نیز تجربیات کشورهای خود را در زمینه تضمین حقوق زنان ارائه کردند. زکی حقی نیز در این کنفرانس سخنرانی داشت که گزیده آن چنین است:
با وجود اختلاف دیدگاه‌های گسترده دربارهٔ شکل حکومت، فدرالیسم، جایگاه شریعت، اسلام‌گرایی یا سکولاریسم، ما زنان نباید نیروهایمان را در این نزاع‌ها پراکنده کنیم. حقوق زن عراقی، در واقع خواسته‌ای ملی است و حمایت از آن می‌تواند نیرویی برای توسعه اقتصادی و ثبات اجتماعی کشور باشد؛ فارغ از شکل حکومت یا هویت ایدئولوژیک دولت آینده.
کمیته تدوین قانون اساسی عراق بدون مشارکت معنادار زنان تشکیل شد؛ تنها ۹ زن از ۵۵ عضو، که فقط دو نفرشان دارای تخصص حقوقی بودند. ما خواهان مشارکت واقعی زنان در تدوین قانون اساسی هستیم.
دولت ساختاری قانونی و سیاسی است و وجود مشروعش در عرصه بین‌المللی به قانون اساسی وابسته است. این قانون باید بیانگر خواسته‌های ملت باشد و مشروعیت خود را از رضایت اکثریت جامعه بگیرد.
قانون اساسی، دیگر امتیازی از سوی حاکم نیست، بلکه «قرارداد اجتماعی» است. بر پایهٔ آن، رابطهٔ بین دولت و تک‌تک شهروندان، نه فقط با «سرپرست خانواده»، تنظیم می‌شود؛ بنابراین همه اعضای خانواده باید از حقوق برابر برخوردار باشند، از جمله زنان، صرف‌نظر از جنس، دین، سن یا قومیت.
برابری تنها در «مقابل قانون» کافی نیست؛ باید در «درون قانون» نیز تضمین شود. در عمل، زنان هنوز شهروند کامل محسوب نمی‌شوند، بلکه همچون «رعایا» یی تحت سلطه پدر یا همسر به‌شمار می‌آیند. نمونه‌اش محروم شدن فرزندان مادران عراقی از حق تابعیت بود، تا زمانی که زنان با مبارزه توانستند حق انتقال تابعیت به فرزندان را در قانون بگنجانند.
ما خواهان تصریح بر برابری کامل زنان و مردان در تمامی زمینه‌های اقتصادی، اجتماعی و سیاسی هستیم، همان‌گونه که در کنوانسیون‌های بین‌المللی حقوق زنان – از ۱۹۷۵ تا کنفرانس ۲۰۰۵ نیویورک – بر آن تأکید شده است. این اسناد از سال ۱۹۷۵ بخشی از قانون اساسی عراق شده‌اند.
دولت یک شخص طبیعی نیست که دین داشته باشد. در حالی که اکثر مردم عراق مسلمانند، نباید دین اکثریت بر اقلیت تحمیل شود. ما خواهان جدایی دین از دولت (و نه از جامعه) در قانون اساسی هستیم.
اختصاص سهمیه ۲۵ درصدی برای نمایندگی زنان تنها برای دو دوره پارلمان آینده در نظر گرفته شده که ناقض اسناد بین‌المللی و اجحاف در حق زنان است. ما این حق را «کسب» کرده‌ایم، نه آنکه «هدیه» گرفته باشیم. زنان عراق آماده‌اند که برای حفظ این حقوق، از جمله به اعتراض‌های عمومی دست بزنند.
در صورت مخالفت اکثریت جامعه با سکولاریسم، باید فهرستی از حقوق بنیادین زنان در قانون اساسی گنجانده شود؛ از جمله جرم‌انگاری خشونت علیه زنان، تضمین برابری حقوق اقتصادی و سیاسی، و منع تبعیض بر اساس جنسیت.

ما از شما می‌خواهیم که اعلامیه جهانی حقوق بشر و تمام کنوانسیون‌های بین‌المللی مربوط به زنان را به عنوان بخشی جدایی‌ناپذیر از قانون اساسی عراق به رسمیت بشناسید.

## زندگی شخصی و مرگ
حقی یک مسلمان شیعه بود. در دوران حکومت بعث در عراق، او تحت حصر خانگی قرار گرفت. در این دوره، صدام حسین، رئیس‌جمهور وقت، همسر، برادر و چند تن از پسرعموهای او را به قتل رساند. او با یاسین محمدکریم ازدواج کرد. دو تن از پسرانش به گوام منتقل شدند و در بازداشت اداره مهاجرت ایالات متحده (INS) قرار گرفتند: علی، پزشک، به همراه همسر و دو فرزندش، و برادرش که پس از مشاهده نابودی یک روستای کردی، از ارتش صدام حسین فرار کرده بود.
زکیه حقی در ۲۲ اگست ۲۰۲۱ در بیمارستانی در ایالت ویرجینیای آمریکا در سن ۸۲ سالگی درگذشت.